# Clythrocerus nitidus
Clythrocerus nitidus är en kräftdjursart som först beskrevs av Alphonse Milne-Edwards 1880.  Clythrocerus nitidus ingår i släktet Clythrocerus och familjen Cyclodorippidae. Inga underarter finns listade i Catalogue of Life.